# Литчфилд (тауншип, Миннесота)
Литчфилд (англ. Litchfield) — тауншип в округе Микер, Миннесота, США. На 2000 год его население составило 808 человек.

## География
По данным Бюро переписи населения США площадь тауншипа составляет 87,9 км², из которых 82,2 км² занимает суша, а 5,7 км² — вода (6,48 %).

## Демография
По данным переписи населения 2000 года здесь находились 808 человек, 288 домохозяйств и 237 семей.  Плотность населения —  9,8 чел./км².  На территории тауншипа расположено 325 построек со средней плотностью 4,0 построек на один квадратный километр. Расовый состав населения: 99,13 % белых, 0,37 % коренных американцев, 0,25 % азиатов и 0,25 % приходится на две или более других рас. Испанцы или латиноамериканцы любой расы составляли 0,50 % от популяции тауншипа.
Из 288 домохозяйств в 37,5 % воспитывались дети до 18 лет, в 75,7 % проживали супружеские пары, в 4,2 % проживали незамужние женщины и в 17,7 % домохозяйств проживали несемейные люди. 14,2 % домохозяйств состояли из одного человека, при том 4,9 % из — одиноких пожилых людей старше 65 лет. Средний размер домохозяйства — 2,81, а семьи — 3,11 человека.
29,3 % населения — младше 18 лет, 5,3 % — в возрасте от 18 до 24 лет, 27,2 % — от 25 до 44, 27,8 % — от 45 до 64, и 10,3 % — старше 65 лет. Средний возраст — 38 лет. На каждые 100 женщин приходилось 108,2 мужчин.  На каждые 100 женщин старше 18 приходилось 100,4 мужчин.
Средний годовой доход домохозяйства составлял 57 885 долларов, а средний годовой доход семьи —  60 893 доллара. Средний доход мужчин —  40 365  долларов, в то время как у женщин — 23 375. Доход на душу населения составил 22 203 доллара. За чертой бедности находились 2,8 % семей и 2,7 % всего населения тауншипа, из которых 1,6 % младше 18 и 10,3 % старше 65 лет.